# 임지호
임지호(1956년 ~ 2021년 6월 12일)는 대한민국의 요리사이다. 자연에서 식재료를 취득해 요리하는 것으로 유명하고 '방랑식객'이라는 별명을 가졌다.

## 생애
1956년 경상북도 안동군에서 한의사의 혼외자로 태어났다. 어머니와 살다가 세 살 때 아버지에게 보내져 적모와 이복누나 4명들과 자랐다. 이 때 적모는 몇 해 전에 홍역으로 아들을 잃은 상태였다.
11살의 나이에 일본으로의 밀항을 시도하려고 부산으로 향했으나, 중도에 목포로 방향을 바꾸었고 얼마 뒤에 집으로 돌아갔다. 이때의 경험으로 인해, 이후로도 자주 방랑의 길에 오르게 되었고, 이 때문에 요리사가 된 후에 '방랑식객'이라는 별명을 얻게 되었다.
가출했다가 돌아왔을 때 아버지는 "첫째, 남의 물건은 티끌 하나도 탐내지 마라. 둘째, 남의 집에서 일할 때는 주인이 일어나기 전에 일어나라. 셋째, 조상에게 부끄러운 말과 행동을 하지 마라"라고 가르쳤다. 한의학을 공부한 아버지는 "자연의 모든 재료가 생명을 살리는 데 유용하게 쓰인다"라고 일러주었고, 이는 훗날 자연 요리 연구를 하게 된 바탕이 되었다.
어린 시절 네 누나와 함께 들에 나가 쑥을 캐며 자연의 재료가 음식이 된다는 것을 자연스럽게 체득했다. 셋째 누나가 임지호를 특별히 아꼈고 누나는 "험한 욕을 하지 마라. 네 삶이 그렇게 된다. 훌륭한 사람의 모습을 항상 가까이 해라. 그러면 너도 그렇게 된다"라고 가르쳐 임지호가 숱한 시련 속에서도 세상을 저주하지 않고 다시 일어설 수 있게 하였다.
요리사가 된 직접적인 계기는 거리에서 만난 거지로부터 얻은 가르침 때문이었는데, 그 거지에게 "당신처럼 살지 않으려면 어떻게 해야 하나?"라고 물었고 거지는 "기술이 한 가지 있다면 세상은 너를 버리지 않을 것이다"라고 대답했다고 한다.
일찍 세상을 떠난 어머니에 대한 평생의 그리움은, 자연 요리 연구가로서의 임지호를 크게 성장시키는 결과를 낳았는데 전국을 방랑하며 만난 할머니들을 '어머니'로 섬기며 한국의 맛을 자연스럽게 배웠다.
2003년에 유엔이 주관하는 유엔 한국 음식 축제에 참가한 것을 계기로, 세계 각국을 돌면서 한국 음식을 소개하는 일에 앞장섰다. 2013년 여행과 요리를 곁들인 방송 SBS 《방랑식객 - 식사하셨어요?》, 토크 쇼 SBS 《힐링캠프, 기쁘지 아니한가》에 출연한 적 있다. 2014년 이영자와 함께 《잘먹고 잘사는 법, 식사하셨어요?》의 진행을 맡았으나, 이영자가 2015년 8월 프로그램에서 하차 하면서 그 이후, 김수로와 여행과 요리를 겸한 방송을 선보였다.
2021년 6월 12일 새벽에 심근 경색으로 수면 중 사망하였다.

## 경력
- 2003년 유엔 한국 음식 축제
- 2004년 미국 캘리포니아주 사찰 음식 퍼포먼스
- 2005년 독일 슈투트가르트 음식 시연회
- 2005년 베네수엘라 한국음식전
- 2011년 대한민국 산채박람회 홍보 대사

## 저서
- 《마음이 그릇이다 천지가 밥이다》. 샘터. 2007년. ISBN 9788946415850

## 방송
- 2012년 7월 14일 KBS1 《한국 한국인》 645회
- 2013년 2월 8일 SBS 《방랑식객 식사하셨어요?》
- 2013년 7월 8일 SBS 《힐링캠프 기쁘지 아니한가》 99회
- 2014년 4월 26일 SBS 《방랑식객 - 식사하셨어요?》
- 2020년 9월 26일 SBS 《정글의 법칙》 (현터와 셀프)
- 2020년~2021년 MBN 《더 먹고 가》

## 가족 관계
- 배우자: 최원정
  - 아들: 임윤현, 임호철
    - 며느리: 전하나
      - 손주: 임단아, 임하경

  - 딸: 임지영, 임지우
    - 사위: 조득서